# سولنو
سولنو (به آلمانی: Sollenau) یک منطقهٔ مسکونی در اتریش است که در ناحیه وینر نوی‌اشتات-لاند واقع شده است. سولنو ۱۰٫۶۹ کیلومتر مربع مساحت دارد ۲۷۷ متر بالاتر از سطح دریا واقع شده است.